# 윤정훈 (배우)
윤정훈(1994년 12월 18일 ~ )은 대한민국의 배우이다.

## 출연

### 방송

#### 드라마
- 2019 OCN 달리는 조사관
- 2020 TvN 오 마이 베이비
- 2020 MBC 시네마틱드라마 SF8 - 우주인 조안 - 경 역
- 2020 JTBC 18 어게인 - 박희성 역
- 2020 JTBC 사생활 - 박경섭 역
- 2021 OCN 다크홀 - 우상 역
- 2021 KBS2 멀리서 보면 푸른 봄 - 고성태 역
- 2021 카카오 TV 우수무당 가두심 - 일남 역
- 2021 넷플릭스 D.P - 수색대원 역
- 2022 디즈니+ 키스 식스 센스 - 김로마 역
- 2022 Wavve 약한영웅 Class 1 - 정찬 역
- 2022 MBC 금혼령, 조선 혼인 금지령 - 자춘석 역
- 2023 JTBC 이 연애는 불가항력 - 헬로(도민훈) 역 (특별출연)
- 2023 TvN 아라문의 검 - 태다치 역
- 2023 TvN 무인도의 디바 - 안동민 역
- 2024 디즈니+ 로얄로더 -
- 2024 KBS2 멱살 한번 잡힙시다 -오명수 역
- 2025 KBS2 남주의 첫날밤을 가져버렸다 -차세호 역

### 영화
- 2016 오빠생각 - 인민군 소대원/인민군 3 역
- 2018 안시성 - 당나라군사 역
- 2019 전설의 라이타 - 양아치 1 역
- 2020 디바 - 진행요원 역
- 2020 식스볼 - 맞는 남자 선수 역
- 2020 화천 - 장민준 역
- 2020 안녕하십니까. 단역배우...입니다 - 훈(목소리) 역
- 2021 아이 - 종환 역
- 2021 자산어보 - 제자3역